# Verstrooide professor

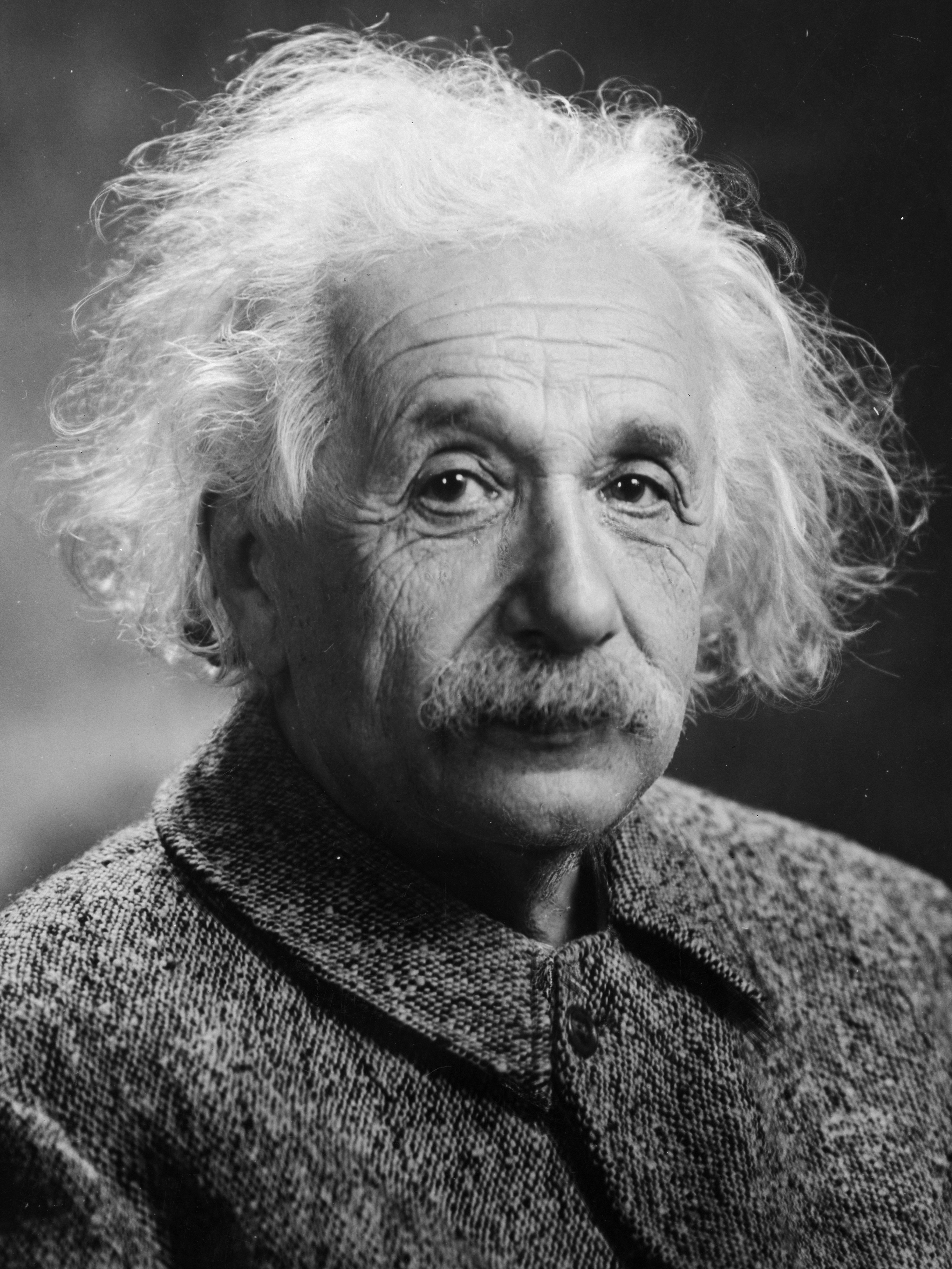
Albert Einstein

Een verstrooide professor is een stereotiepe wetenschapper die net als de gestoorde professor veelvuldig voorkomt in de populaire cultuur. Anders dan bij de gestoorde professor is de verstrooide professor vaker een protagonist of bondgenoot van de protagonist dan een schurk.
De verstrooide professor kenmerkt zich door het feit dat hij doorgaans een genie is in het vakgebied waarin hij gespecialiseerd is en veel wetenschappelijke zaken zoals lastige formules makkelijk kan onthouden, maar veel alledaagse dingen zoals namen van personen of belangrijke afspraken vergeet. Ook komt het vaak voor dat hij zo opgaat in een wetenschappelijke uitleg of experiment, dat hij volkomen vergeet waar hij nu eigenlijk is, niet zelden tot ergernis van zijn omgeving.
Net als bij de gestoorde professor dient Albert Einstein vaak als voorbeeld voor een verstrooide professor. Met name zijn warrige kapsel komt vaak voor bij verstrooide professoren in fictie. Ook André-Marie Ampère, Isaac Newton, Sewall Wright en  Norbert Wiener worden vaak gezien als bestaande voorbeelden van verstrooide professoren.

## Fictie
- Bekende verstrooide professoren in fictie zijn professor Zonnebloem uit de reeks Kuifje, professor Gobelijn uit de stripreeks Jommeke, Fetze Alsvanouds uit Het Klokhuis en dr. Emmett Brown uit de Back to the Future-reeks.
- De Verstrooide Professor, en later Twee verstrooide Professoren was een stripreeks in het Nederlandse weekblad Okki, een uitgave voor katholieke lagere scholen in de jaren vijftig.
- Professor Barabas van Suske en Wiske is een goed voorbeeld. Hij loopt soms het verkeerde huis binnen of drukt de verkeerde knop in. Soms weet hij ook niet wie zijn vrienden zijn.
- Professor Ned Brainard in The Absent-Minded Professor.